# Habrophyes
Habrophyes es un género monotípico de lepidópteros perteneciente a la familia Noctuidae.  Su única especie: Habrophyes xuthosoma Turner, 1909, es originaria de  Queensland, Australia.

## Sinonimia
- Eugoa fascirrorata Rothschild,